# Neodythemis afra
Neodythemis afra là một loài chuồn chuồn ngô thuộc họ Libellulidae. Loài này có ở Cameroon, Cộng hòa Trung Phi, Cộng hòa Congo, Cộng hòa Dân chủ Congo, Nigeria, và Uganda. Môi trường sống tự nhiên của nó là các khu rừng đất thấp ẩm nhiệt đới và cận nhiệt đới.